# Квітко Ольга Венедиктівна
Ольга Венедиктівна Квітко (нар. 1920 — ?) — українська радянська діячка, вчителька середньої школи № 10 міста Артемівська Сталінської (Донецької) області. Депутат Верховної Ради СРСР 4—5-го скликань.

## Життєпис
Народилася 1920 року.
Закінчила Харківський педагогічний інститут.
З 1939 року працювала вчителькою.
З 1952 року — вчителька середньої школи № 10 міста Артемівська (тепер — Бахмута) Сталінської (Донецької) області.
Член КПРС з 1955 року.